# 古野繁実
古野 繁実（ふるの しげみ、1918年（大正7年）5月10日 - 1941年（昭和16年）12月8日）は、日本の海軍軍人。特殊潜航艇「甲標的」艇長として真珠湾攻撃に参加し、戦死した九軍神の一人。二階級特進により最終階級は海軍少佐。

## 生涯

### 略歴
福岡県遠賀郡遠賀村（現・遠賀町）出身。古野家は祖父が村長、父は国民学校校長、長兄は市教育長、次兄の矢野峻は九州大学教育学部教授、三兄は小学校校長という教育者一家である。弟は海軍兵学校在校中に終戦となり時事通信の幹部となった。

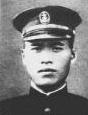
艇附
横山薫範少尉

東筑中学五年在学中に陸軍士官学校と海軍兵学校に合格し、海兵進学を選択した。中学の卒業席次は2番である。古野は海兵67期でともに「甲標的」艇長として戦死した横山正治は同期生であった。1939年（昭和14年）7月卒業。練習艦隊配乗を経て、霞ヶ浦航空隊で飛行訓練を受け、次いで第一艦隊所属の戦艦「伊勢」、潜水艦「伊158」乗組を経て、特殊潜航艇艇長要員に選抜された。訓練中に特殊潜航艇の真珠湾攻撃参加が決定し、古野は五人の艇長の一人に選ばれる。他の艇長は、岩佐直治、広尾彰、酒巻和男、横山である。古野は艇附横山薫範（戦死後、特務少尉）とともに、「伊18」から出撃し戦死した。古野ら特別攻撃隊には連合艦隊司令長官・山本五十六から感状が授与され、古野らは軍神とされた。
古野艇は南雲機動部隊の真珠湾攻撃に先立つ一時間ほど前に、米駆逐艦「ウォード」により撃沈されたと推測する説と、1960年に真珠湾近隣のケエヒラグーンで発見され引揚げられた艇は遺体もなかったが残っていた若干の遺品から古野艇だとする説等がある（後者の古野艇説は理由は異なるようだが、日本の研究者にも支持者がいる）。他に真珠湾の入り口沖合で軽巡洋艦セントルイスに撃沈ないし攻撃を受けた艇があり、日本ではこれを横山艇とみる意見も多いが、さしたる証拠はなく、このセントルイスに攻撃された艇が古野艇である可能性も十分にある。ケエヒラグーンで発見され引揚げられた艇の方は魚雷が残っていて危険であったため先端部分は切離されて引揚げられて米国より返還された。設計者の記憶と改良型の「蛟竜」の設計図をもとに失われた先端部分の復元作業が行われ、1962年に艇の復元が完了した。海上自衛隊関係者らにはこれを広尾艇とみる者が多かったようだ。遺族らを招いて慰霊祭も兼ねるような形で復元祭を行っている。しかし実際には、潜航艇は出撃前に艇番号等が消されていたためにどの艇か定かではなく、海軍兵学校を引き継いだともいえる第1術科学校で調査が続けられていた。1973年頃から、古野の実兄ら遺族の中からは詮索してもしかたない、そっとしておいて欲しいとの声も出てきて、船艇引取先の海上自衛隊第一科学技術校では調査を打ち切ることを決めた。この艇は2021年現在、江田島の海上自衛隊幹部候補生学校である第1術科学校で展示されている。

### 人物
古野は柔道、相撲に強かった。兵学校生徒時代に同校を訪問した横綱及び若手力士一行と、生徒の間で行われた相撲試合において一号生徒（最上級生）代表の一人として力士と対戦。兵学校側は古野を除き全敗であったが、古野は相手を投げ飛ばした。剛直な一面、白頭山節を得意としていたという。
古野には息子がいて養子に出されていたが海軍より内密を通達され、その養子が出自を知ったのは20歳のときであったという。